# Collegio di Bolton South East
Bolton South East è stato un collegio elettorale situato nella Grande Manchester, nel Nord Ovest dell'Inghilterra, e rappresentato alla Camera dei comuni del Parlamento del Regno Unito. Eleggeva un membro del parlamento con il sistema first-past-the-post, ossia maggioritario a turno unico; il collegio è stato abolito con la revisione del 2024, e sostituito dal nuovo Bolton South and Walkden.

## Estensione
- 1983-2010: i ward del borgo metropolitano di Bolton di Burnden, Daubhill, Derby, Farnworth, Harper Green, Kearsley e Little Lever.
- 2010-2024: i ward del borgo metropolitano di Bolton di Farnworth, Great Lever, Harper Green, Hulton, Kearsley, Little Lever and Darcy Lever e Rumworth.

A seguito della riorganizzazione dei confini dei collegi all'inizio degli anni '80, parti dell'ex collegio di Bolton East e Farnworth furono combinate per creare questo collegio, a partire dalle elezioni generali del 1983.

## Membri del parlamento
| Elezione | Elezione       | Deputato         | Partito          |
| -------- | -------------- | ---------------- | ---------------- |
|          | 1983           | David Young      | Laburista        |
| 1997     | Brian Iddon    |                  | Laburista        |
| 2010     | Yasmin Qureshi |                  | Laburista        |
|          | 2024           | Collegio abolito | Collegio abolito |

## Elezioni

### Elezioni negli anni 2010
| Partito                    | Partito                                | Candidato                  | Risultati 12 dicembre 2019 | Risultati 12 dicembre 2019 |
| Partito                    | Partito                                | Candidato                  | Voti                       | %                          |
| -------------------------- | -------------------------------------- | -------------------------- | -------------------------- | -------------------------- |
|                            | Laburista                              | Yasmin Qureshi             | 21 516                     | 52,99                      |
|                            | Conservatore                           | Johno Lee                  | 13 918                     | 34,28                      |
|                            | Brexit                                 | Mark Cunningham            | 2 968                      | 7,31                       |
|                            | Lib Dem                                | Kev Walsh                  | 1 411                      | 3,48                       |
|                            | Verdi                                  | David Figgins              | 791                        | 1,95                       |
|                            |                                        |                            |                            |                            |
| Iscritti                   | Iscritti                               | Iscritti                   | 69 163                     | 100,00                     |
| ↳ Votanti (% su iscritti)  | ↳ Votanti (% su iscritti)              | ↳ Votanti (% su iscritti)  | 40 604                     | 58,71                      |
| ↳ Astenuti (% su iscritti) | ↳ Astenuti (% su iscritti)             | ↳ Astenuti (% su iscritti) | 28 559                     | 41,29                      |
|                            |                                        |                            |                            |                            |
|                            | Esito: collegio confermato a Laburista |                            |                            |                            |

| Partito                    | Partito                                | Candidato                  | Risultati 8 giugno 2017 | Risultati 8 giugno 2017 |
| Partito                    | Partito                                | Candidato                  | Voti                    | %                       |
| -------------------------- | -------------------------------------- | -------------------------- | ----------------------- | ----------------------- |
|                            | Laburista                              | Yasmin Qureshi             | 25 676                  | 60,67                   |
|                            | Conservatore                           | Sarah Pochin               | 12 550                  | 29,65                   |
|                            | UKIP                                   | Jeff Armstrong             | 2 779                   | 6,57                    |
|                            | Lib Dem                                | Frank Harasiwka            | 781                     | 1,85                    |
|                            | Verdi                                  | Alan Johnson               | 537                     | 1,27                    |
|                            |                                        |                            |                         |                         |
| Iscritti                   | Iscritti                               | Iscritti                   | 68 929                  | 100,00                  |
| ↳ Votanti (% su iscritti)  | ↳ Votanti (% su iscritti)              | ↳ Votanti (% su iscritti)  | 42 323                  | 61,40                   |
| ↳ Astenuti (% su iscritti) | ↳ Astenuti (% su iscritti)             | ↳ Astenuti (% su iscritti) | 26 606                  | 38,60                   |
|                            |                                        |                            |                         |                         |
|                            | Esito: collegio confermato a Laburista |                            |                         |                         |

| Partito                    | Partito                                | Candidato                  | Risultati 7 maggio 2015 | Risultati 7 maggio 2015 |
| Partito                    | Partito                                | Candidato                  | Voti                    | %                       |
| -------------------------- | -------------------------------------- | -------------------------- | ----------------------- | ----------------------- |
|                            | Laburista                              | Yasmin Qureshi             | 20 555                  | 50,45                   |
|                            | UKIP                                   | Jeff Armstrong             | 9 627                   | 23,63                   |
|                            | Conservatore                           | Mudasir Dean               | 8 289                   | 20,34                   |
|                            | Verdi                                  | Alan Johnson               | 1 200                   | 2,95                    |
|                            | Lib Dem                                | Darren Reynolds            | 1 072                   | 2,63                    |
|                            |                                        |                            |                         |                         |
| Iscritti                   | Iscritti                               | Iscritti                   | 69 646                  | 100,00                  |
| ↳ Votanti (% su iscritti)  | ↳ Votanti (% su iscritti)              | ↳ Votanti (% su iscritti)  | 40 743                  | 58,50                   |
| ↳ Astenuti (% su iscritti) | ↳ Astenuti (% su iscritti)             | ↳ Astenuti (% su iscritti) | 28 903                  | 41,50                   |
|                            |                                        |                            |                         |                         |
|                            | Esito: collegio confermato a Laburista |                            |                         |                         |

| Partito                    | Partito                                | Candidato                  | Risultati 6 maggio 2010 | Risultati 6 maggio 2010 |
| Partito                    | Partito                                | Candidato                  | Voti                    | %                       |
| -------------------------- | -------------------------------------- | -------------------------- | ----------------------- | ----------------------- |
|                            | Laburista                              | Yasmin Qureshi             | 18 782                  | 47,42                   |
|                            | Conservatore                           | Andy Morgan                | 10 148                  | 25,62                   |
|                            | Lib Dem                                | Donal O'Hanlon             | 6 289                   | 15,88                   |
|                            | BNP                                    | Sheila Spink               | 2 012                   | 5,08                    |
|                            | UKIP                                   | Ian Sidaway                | 1 564                   | 3,95                    |
|                            | Verdi                                  | Alan Johnson               | 614                     | 1,55                    |
|                            | Popoli Cristiani                       | Navaid Syed                | 195                     | 0,49                    |
|                            |                                        |                            |                         |                         |
| Iscritti                   | Iscritti                               | Iscritti                   | 69 971                  | 100,00                  |
| ↳ Votanti (% su iscritti)  | ↳ Votanti (% su iscritti)              | ↳ Votanti (% su iscritti)  | 39 604                  | 56,60                   |
| ↳ Astenuti (% su iscritti) | ↳ Astenuti (% su iscritti)             | ↳ Astenuti (% su iscritti) | 30 367                  | 43,40                   |
|                            |                                        |                            |                         |                         |
|                            | Esito: collegio confermato a Laburista |                            |                         |                         |

### Elezioni negli anni 2000
| Partito                    | Partito                                | Candidato                  | Risultati 5 maggio 2005 | Risultati 5 maggio 2005 |
| Partito                    | Partito                                | Candidato                  | Voti                    | %                       |
| -------------------------- | -------------------------------------- | -------------------------- | ----------------------- | ----------------------- |
|                            | Laburista                              | Brian Iddon                | 18 129                  | 56,92                   |
|                            | Conservatore                           | Deborah Dunleavy           | 6 491                   | 20,38                   |
|                            | Lib Dem                                | Frank Harasiwka            | 6 047                   | 18,99                   |
|                            | UKIP                                   | Florence Bates             | 840                     | 2,64                    |
|                            | Veritas                                | David Jones                | 343                     | 1,08                    |
|                            |                                        |                            |                         |                         |
| Iscritti                   | Iscritti                               | Iscritti                   | 63 700                  | 100,00                  |
| ↳ Votanti (% su iscritti)  | ↳ Votanti (% su iscritti)              | ↳ Votanti (% su iscritti)  | 31 850                  | 50,00                   |
| ↳ Astenuti (% su iscritti) | ↳ Astenuti (% su iscritti)             | ↳ Astenuti (% su iscritti) | 31 850                  | 50,00                   |
|                            |                                        |                            |                         |                         |
|                            | Esito: collegio confermato a Laburista |                            |                         |                         |

| Partito                    | Partito                                | Candidato                  | Risultati 7 giugno 2001 | Risultati 7 giugno 2001 |
| Partito                    | Partito                                | Candidato                  | Voti                    | %                       |
| -------------------------- | -------------------------------------- | -------------------------- | ----------------------- | ----------------------- |
|                            | Laburista                              | Brian Iddon                | 21 129                  | 61,86                   |
|                            | Conservatore                           | Haroon Rashid              | 8 258                   | 24,18                   |
|                            | Lib Dem                                | Frank Harasiwka            | 3 941                   | 11,54                   |
|                            | Laburista Socialista                   | John Kelly                 | 826                     | 2,42                    |
|                            |                                        |                            |                         |                         |
| Iscritti                   | Iscritti                               | Iscritti                   | 68 171                  | 100,00                  |
| ↳ Votanti (% su iscritti)  | ↳ Votanti (% su iscritti)              | ↳ Votanti (% su iscritti)  | 34 154                  | 50,10                   |
| ↳ Astenuti (% su iscritti) | ↳ Astenuti (% su iscritti)             | ↳ Astenuti (% su iscritti) | 34 017                  | 49,90                   |
|                            |                                        |                            |                         |                         |
|                            | Esito: collegio confermato a Laburista |                            |                         |                         |

## Risultati dei referendum

### Referendum sulla permanenza del Regno Unito nell'Unione europea del 2016
|             | Collegio          | Lasciare UE % | Rimanere in UE % |
| ----------- | ----------------- | ------------- | ---------------- |
|             | Bolton South East | 63,4%         | 36,6%            |
| Inghilterra | 53,3%             | 46,7%         |                  |
| Regno Unito | 51,9%             | 48,1%         |                  |